# جی بل (بازیکن فوتبال)
جی بل (انگلیسی: Jay Bell؛ زادهٔ ۲۴ نوامبر ۱۹۸۹) بازیکن فوتبال اهل بریتانیا است.
از باشگاه‌هایی که در آن بازی کرده‌است می‌توان به باشگاه فوتبال مارین، باشگاه فوتبال پرسکوت کابلس، باشگاه فوتبال آکرینگتون استنلی و باشگاه فوتبال بارسکو اشاره کرد.